# Burslem
Burslem é uma das seis localidades que se fundiram para formar a cidade de Stoke-on-Trent (as outras são Tunstall, Hanley, Stoke, Fenton e Longton), no Condado de Staffordshire. A população da localidade era de 11 314 habitantes em 2011.
Ficou conhecida por ser o local onde o cantor Lemmy nasceu.